# Пахор, Карол
Карол Пахор (словен. Karol Pahor; 6 июля 1896, Свети-Иван, ныне в составе Триеста — 27 ноября 1974, Любляна) — словенский композитор.
Окончил скрипичную школу Артуро Врама, от которого усвоил педагогический метод Отакара Шевчика (в дальнейшем не практиковал как инструменталист, но временами преподавал скрипку). В годы Первой мировой войны воевал, затем изучал композицию в Вене (у Йозефа Маркса) и Болонье. Преподавал в гимназии в Баня-Луке, в 1926—1930 гг. возглавлял музыкальную школу в Птуе (ныне носит его имя), затем в Мариборе, одновременно частным образом продолжал изучать композицию под руководством Славко Остерца. Как композитор начинал в русле романтизма, затем развивался в направлении экспрессионизма и конструктивизма. В 1941—1943 гг. преподавал в Любляне, затем участвовал в партизанском движении, сочинял и собирал партизанские песни — им, в частности, написана самая популярная словенская партизанская песня «В атаку» (словен. Na juriš; слова Тоне Селишкара). В послевоенный период главным образом собирал и обрабатывал музыкальный фольклор Истрии. В 1945—1966 гг. профессор Музыкальной академии в Любляне, одновременно с 1945 г. возглавлял Союз композиторов Словении.
Важнейшие работы Пахора в области обработки народного музыкального материала — «Отченаш батрака Ернея» (словен. Očenaš hlapca Jerneja; 1939, слова Ивана Цанкара), одна из популярнейших словенских хоровых композиций, цикл миниатюр «Истриянка» (словен. Istrijanka, версии для фортепиано и для духового ансамбля), Три истрийские прелюдии для фортепиано с оркестром.